# برگ‌آردی
برگ آردی، برگ نقره‌ای (نام علمی: Eurotia) نام یک تیره تاج‌خروسیان است.